# Xylophanes damocrita
Xylophanes damocrita is een vlinder uit de familie van de pijlstaarten (Sphingidae). De wetenschappelijke naam van de soort werd in 1894 gepubliceerd door Herbert Druce.